# بریگیدا آنتونیا کوریا
بریگیدا آنتونیا کوریا (زادهٔ ۱۹۶۴ در بازارتته، تیمور پرتغال) یک سیاستمدار اهل تیمور شرقی است. او از سال ۲۰۰۷ عضو حزب کنگرهٔ ملی بازسازی تیمور (CNRT) بوده است. پیش از آن، او از سال ۲۰۰۰ عضو حزب حزب کارگران بود.

## زندگی حرفه‌ای
کوریا از سال ۲۰۰۰ تا ۲۰۱۴ میلادی به عنوان استاد در دانشکدهٔ کشاورزی دانشگاه ملی تیمور شرقی (UNTL) تدریس می‌کرد. او دکتری خود را در دانشگاه گدجه مادا دریافت کرده است؛ پایان‌نامهٔ او به بررسی کاشت بادام زمینی پرداخته است. او همچنین از سال ۲۰۰۵ تا ۲۰۱۲ مدیر سازمان غیردولتی Vecom بود.
کوریا از سال ۲۰۰۷ عضو پارلمان ملی تیمور شرقی است. از سال ۲۰۰۹ تا ۲۰۱۱ نائب رئیس کمیتهٔ ملی راهنمایی‌های کنگرهٔ ملی بازسازی تیمور بود و از سال ۲۰۱۱ به عنوان عضو عادی این کمیته فعالیت می‌کند. در انتخابات پارلمانی ۲۰۱۷، کوریا در رتبهٔ ۱۲ فهرست کنگرهٔ ملی بازسازی تیمور موفق به بازگشت به پارلمان شد. او اکنون عضو کمیسیون امور قانون اساسی، عدالت، اداری عمومی، حقوق محلی و مبارزه با فساد (کمیسیون A) است، و همچنین عضو شورای اداری پارلمان است. در انتخابات پارلمانی ۲۰۱۸، کنگرهٔ ملی بازسازی تیمور با احزاب دیگر یک فهرست مشترک را پیشنهاد داد که کوریا نتوانست در فهرست ۵۷ نفری آن موسوم به «اتحاد برای تغییر و پیشرفت» به پارلمان راه یابد.

## آثار
- Correia, Brigida Antonia. & Instituto de Linguistica (INL) UNTL. (2003). Objetivu dezenvolvimentu agrikultura Timor Loro Sa'e [اهداف توسعه کشاورزی تیمور شرقی].[۷]
- Correia, Brigida Antonia. (۲۰۰۴) Pengaruh umur panen dan penambahan inokulum rizobium terhadap produktivitas kacang tanah (Arachis hypogaea L.) [اثر سن برداشت و افزودن اینوکولوم ریزوبیوم بر تولید بادام زمینی (Arachis hypogaea L.)].[۳]